# Lotta Lindwall
Lotta Lindwall, född 1949 i Stockholm, är en svensk textilkonstnär.
Lindwall studerade vid Konstfackskolan i Stockholm 1971-1975.
Bland hennes offentliga arbeten märks textil utsmyckning för Akenäshemmet i Odensbacken och Biblioteket i Hallsberg. Tillsammans med Margita Dahlström utförde hon en ridå till Engelbrektsskolan i Örebro.
Vid sidan av sitt eget skapande har hon varit lärare i vävning och textiltryck inom studieförbund och folkhögskolor.
Lindwall är representerad vid Örebro läns museum, Örebro läns landsting, Östergötlands läns landsting, Västerbottens läns landsting, Kumla kommun, Hallsbergs kommun och Örebro kommun.